# 15-クラウン-5
15-クラウン-5(15-Crown-5)は、化学式(C2H4O)5 のクラウンエーテルである。エチレンオキシドの環状五量体で、ナトリウムイオンやカリウムイオン等のカチオンと複合体を形成するが、ナトリウムイオンに選択性を持つ。

## 性質
18-クラウン-6のアナログとして、15-クラウン-5はナトリウムイオンと結合する。従って、この物質で処理すると、ナトリウム塩はしばしば有機溶媒に溶解するようになる。
第一列の遷移金属のジカチオンは、15-クラウン-5の空洞にぴったり収まるが、18-クラウン-6に対しては小さすぎる。遷移金属カチオンとの結合により、横方向と上下方向の水分子との間に複数の水素結合が形成され、非常に結晶性の高い固体の超分子ポリマーが単離される。この形で単離される金属塩には、Co(ClO4)2、Ni(ClO4)2、Cu(ClO4)2、Zn(ClO4)2 等がある。7配位の種が最も一般的で、クラウンエーテルが水平平面を占め、上下に水分子が配位する。
15-クラウン-5はまたオキソニウムイオンの塩を単離するためにも用いられる。例えば、テトラクロリド金(III)酸の溶液から、オキソニウムイオン[H7O3]+ が塩[(H7O3)(15-crown-5)2][AuCl4]として単離される。中性子回折法による研究で、酸性プロトンのO-H結合(1.12Å)がかなり長く、OH・・・Oの距離(1.32Å)が非常に短い水分子の鎖を持つサンドイッチ構造が明らかとなった。
15-クラウン-5の誘導体であるベンゾ-15-クラウン-5は、塩[K(benzo-15-crown-5)2]+としてアニオン複合体を作るのに用いられる。
(Ar2N)3MoCH  +  KCH2Ph  +  2 (15-crown-5)   → 
  [K(15-crown-5)2]+[(Ar2N)3MoC]−  + CH3Ph

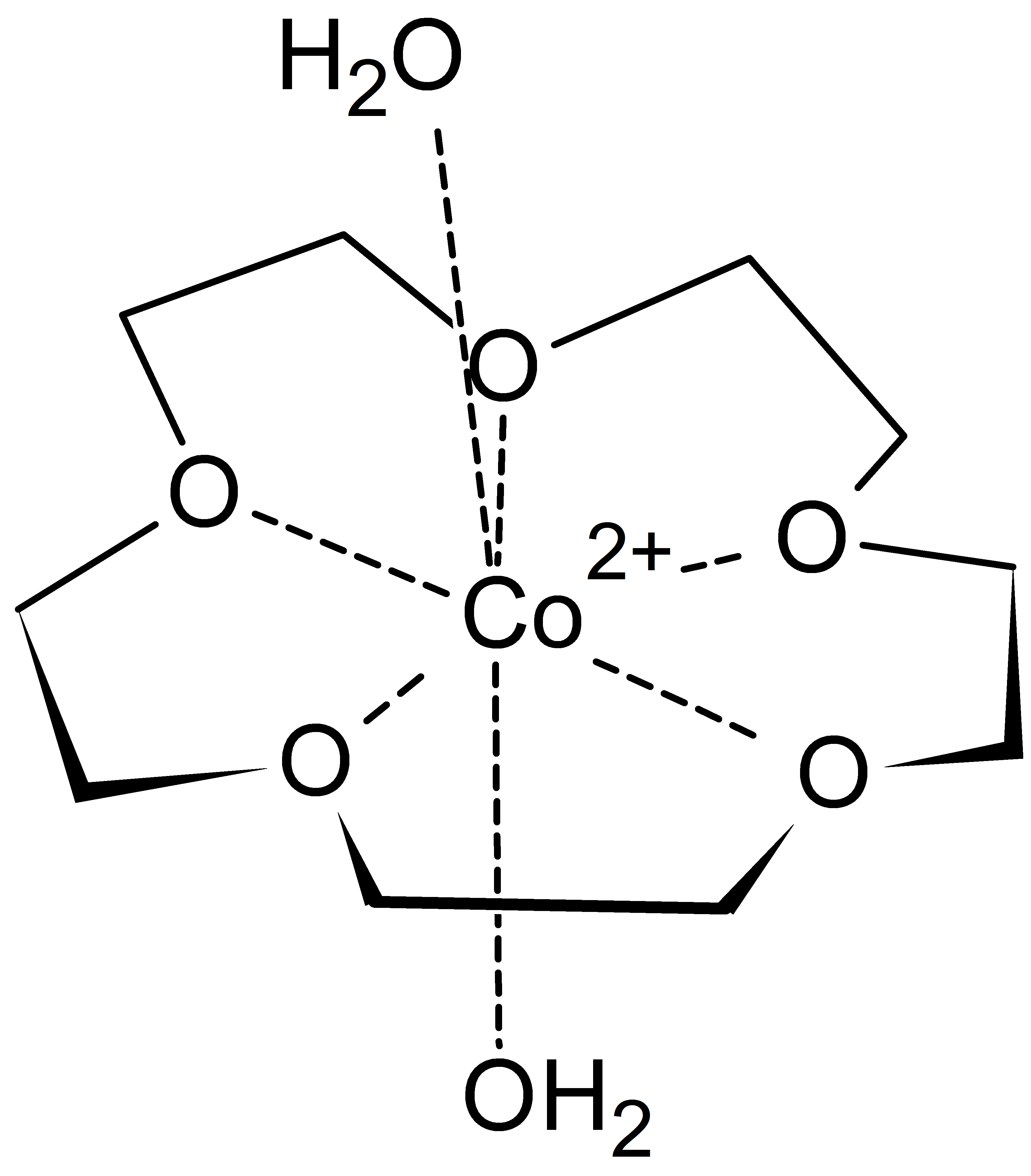
複合体[Co(15-crown-5)(H2O)2]2+の構造
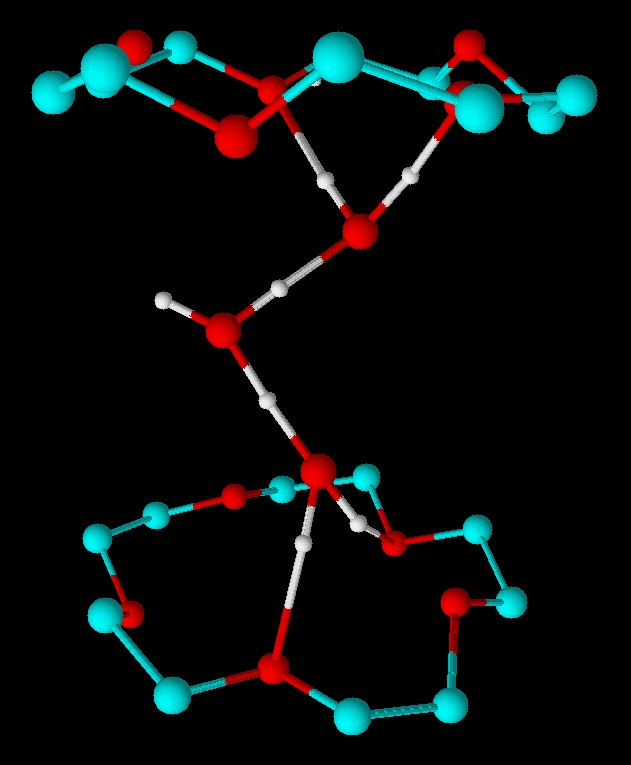
[(H7O3)(15-crown-5)2]+イオンの構造

## 関連文献
- Klok, H.A., et al. (1997). “Novel benzo-15-crown-5 functionalized α-olefin/CO terpolymers for membrane applications”. Macromolecular Chemistry and Physics 198 (9):  2759–2768. doi:10.1002/macp.1997.021980908.
- Fedorova, O.A., et al. (2005). “Facile synthesis of novel styryl ligands containing a 15-crown-5 ether moiety”. Arkivoc xv:  12–24.